# Michael Lee (cestista)
Michael Rahjoan Lee (Tallahassee, 5 giugno 1986) è un cestista statunitense, professionista nella D-League e in Europa.

## Palmarès
- Campionato ucraino: 1

BC Donetsk: 2011-12
- Coppa d'Ungheria: 1

Szolnoki Olaj: 2015